# Nebeský rybník (Radonice)
Nebeský rybník je název vodní plochy v Radonicích v okrese Praha-východ. Má nepravidelný tvar o průměru pouhých 50 m. Nachází se na křižovatce ulic Ligasova, Dehtárská a Počernická; jižní stranu tvoří skatepark. Rybník vznikl před rokem 1869.

## Galerie

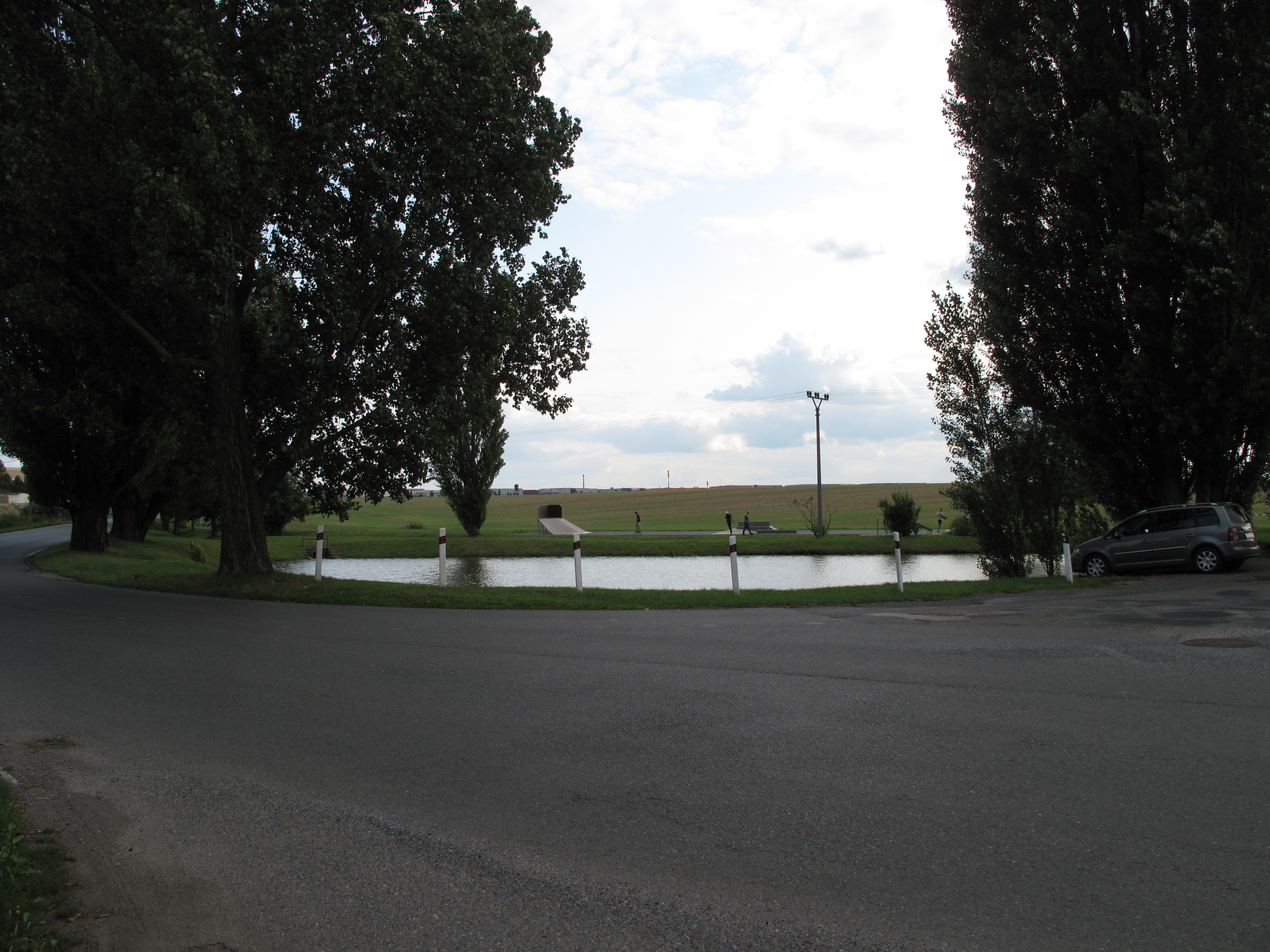
Pohled z křižovatky
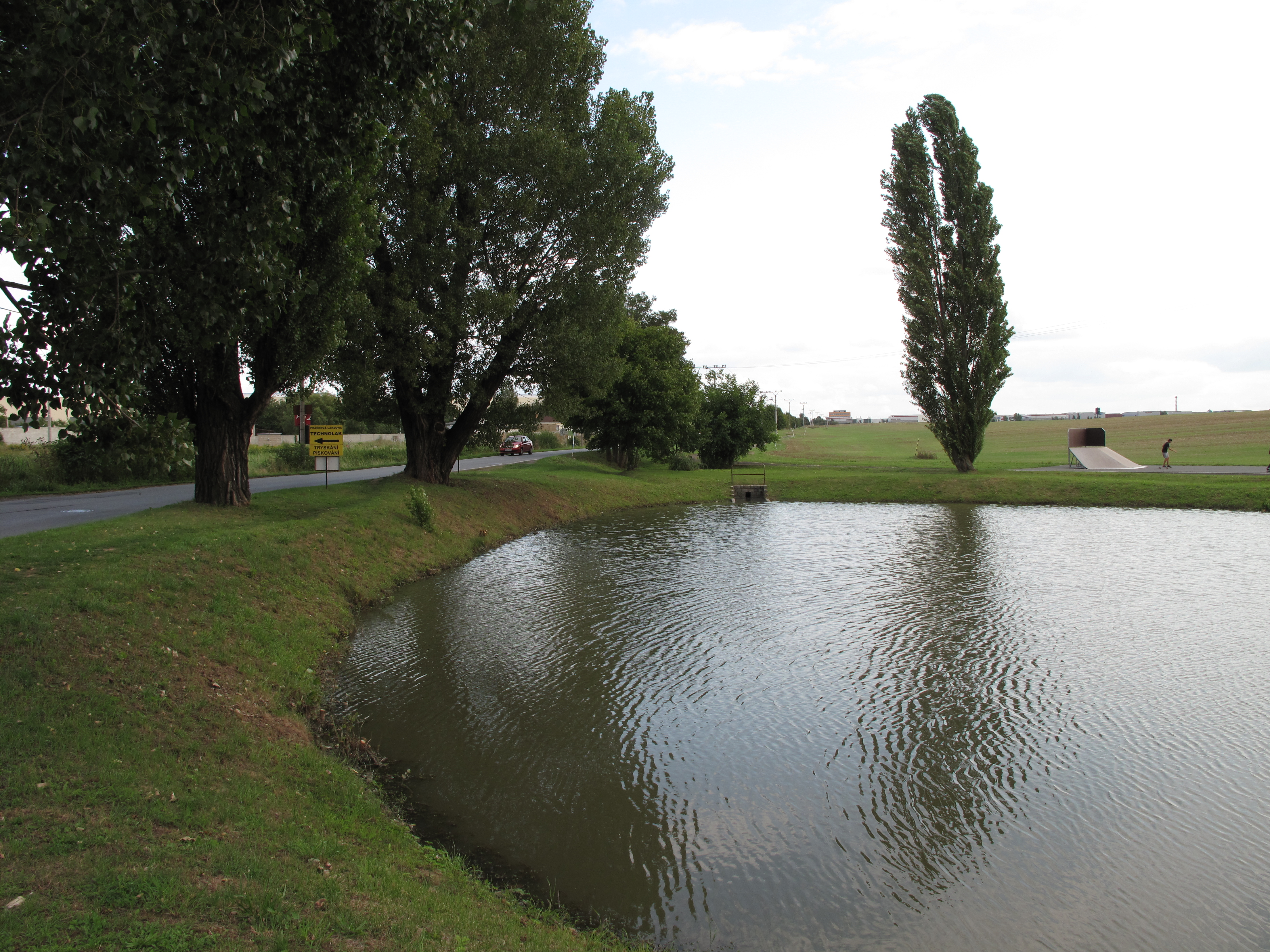
Břeh
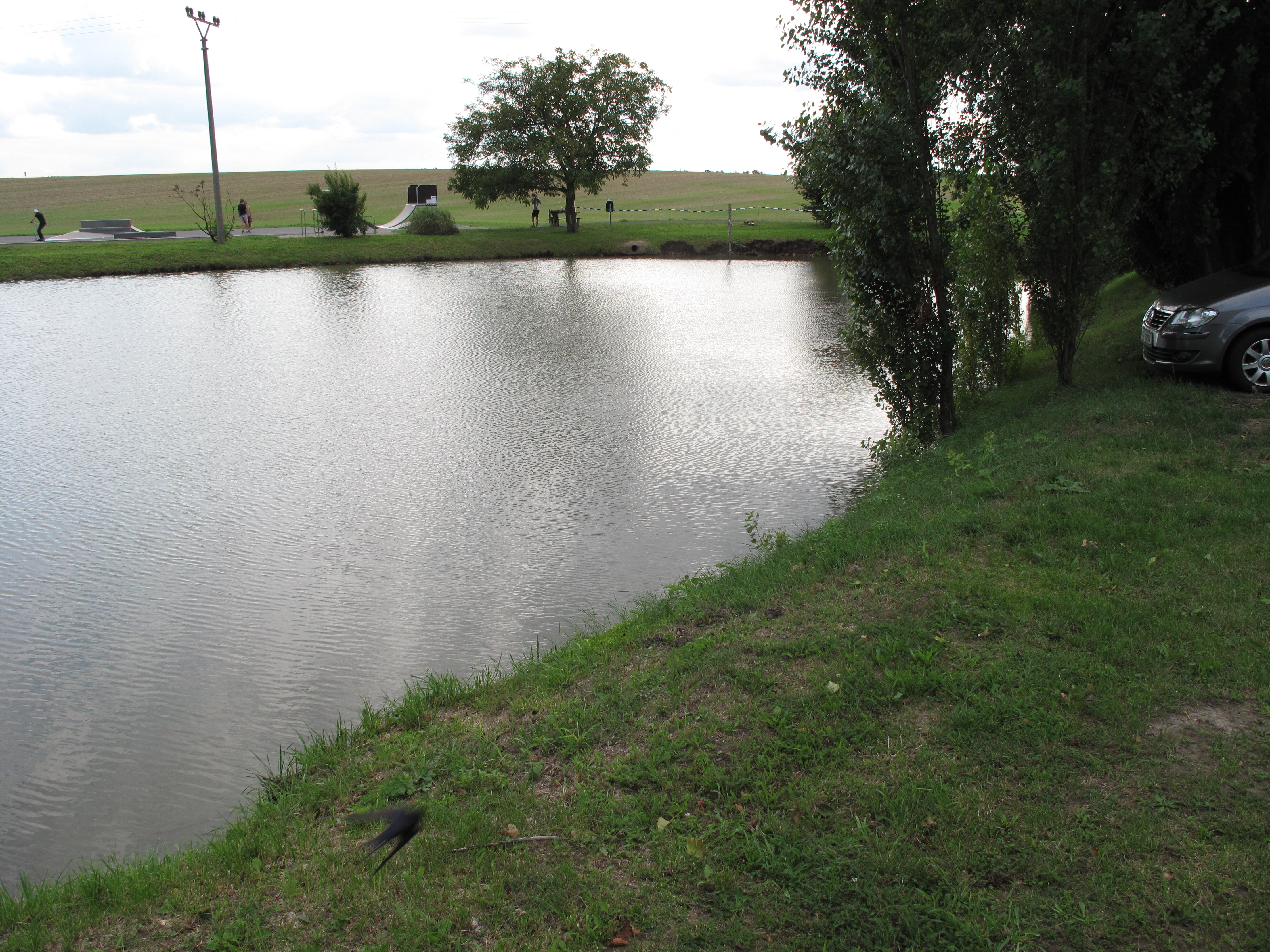
Pohled ke skateparku